# Karabin SIG-Sauer SSG 2000
Scharfschützen Gewehr 2000 (SSG 2000) – szwajcarski karabin wyborowy produkowany przez szwajcarską firmę Schweizerische Industrie-Gesellschaft (SIG) we współpracy z niemiecką filią tej firmy, zakładami JP Sauer und Sohn GmbH. Produkowany jest w wersjach kalibru 5,56 × 45 mm NATO, 7,62 × 51 mm NATO, 7,5 × 55 mm i .300 Weatherby Magnum. SSG 2000 jest używany głównie przez policyjne oddziały specjalne i użytkowników cywilnych.
Od połowy lat 90. XX wieku produkowany jest karabin SSG 3000, będący daleko posunięto modyfikacją SSG 2000.
SSG 2000 jest bronią powtarzalną, z zamkiem czterotaktowym. Zamek SSG 2000 jest modyfikacją zamka stosowanego w sztucerach firmy Sauer. Zasilanie ze stałego magazynka czteronabojowego. Lufa zakończona urządzeniem wylotowym spełniającym funkcje tłumika płomieni, hamulca wylotowego, i osłabiacza podrzutu. Nad lufą można zamocować taśmę mirażową. Łoże i kolba drewniane, kolba posiada regulowaną długość. Na kolbie umieszczono bakę (poduszkę podpoliczkową) o regulowanej wysokości. SSG 2000 nie posiada mechanicznych przyrządów celowniczych. Standardowo wyposażany jest w celownik optyczny Zeiss Diatal 2A (8x56) lub Schmidt-Bender (6x42).